# Natan Šacham
Natan Šacham (hebrejsky נתן שחם‎; 29. ledna 1925 Tel Aviv – 18. června 2018 Bejt Alfa) byl izraelský spisovatel a dramatik.

## Život
Natan Šacham se narodil roku 1925 v Tel Avivu, kde také na gymnáziu Herzlija maturoval. Od roku 1945 byl členem kibucu Bejt Alfa. Jako bojovník Palmachu se při válce za nezávislost podílel na dobytí Ejlatu.
Jeho dílo zahrnuje romány, divadelní hry, cestopisy, knihy pro děti i knihu o hudbě. Literární historici řadí Šachama do tzv. generace Palmachu. Jeho divadelní hra Přijdou zítra (הם יגיעו מחר‎, Hem jagi'u machar, 1950) je považována za jedno ze základních děl izraelského divadla. Českým čtenářům zpřístupnil jeho dílo Jindřich Vacek překladem románu Rosendorfovo kvarteto (רביעיית רוזנדורף‎, Revi'ijat Rozendorf, 1987).
Šachamovi se dostalo mnoha literárních cen, mezi něž patří například Bialikova cena (1988) nebo Cenu premiéra hebrejským spisovatelům (2007). Působil také jako izraelský kulturní atašé ve Spojeném království a ve Spojených státech amerických. Šacham zároveň řídil nakladatelství Sifrijat po'alim.

## Dílo
- Dagan ve-oferet (povídky), Sifrijat po'alim, 1948
- Ha-elim acelim (román), Sifrijat po'alim, 1949
- Hem jagi'u machar (hra), Sifrijat po'alim, 1949
- Kra li Sjomka (hra), Sifrijat po'alim, 1950
- Jochanan bar Chama" (hra), 1952
- Tamid anachnu (povídky), Sifrijat po'alim, 1952
- Even al pi ha-be'er (román), Sifrijat po'alim, 1956
- Pegišot be-Moskva (beletrie), 1957
- Šichun vatikim (povídky), Sifrijat po'alim, 1958
- Chochmat ha-misken (román), Sifrijat po'alim, 1960
- Reach hadarim (román), Sifrijat po'alim, 1962
- Masa le-erec Kuš (cestopis), Massada, 1962
- Zebiglal (dětská knížka), Sifrijat po'alim, 1964
- Sefer ha-djokna'ut, Sifrijat po'alim, 1968
- Guf rišon rabim (román), Sifrijat po'alim, 1968
- Haloch va-šov (román), Am oved, 1972
- Ed ha-melech (román), Am oved, 1975
- Daber el ha-ruach (román), Sifrijat po'alim, 1975
- Kirot ec dakim (novela), Am oved, 1978
- Stav jarok (povídky), Sifrijat po'alim, 1979
- Ecem el acmo (román), Am oved, 1981
- Demama daka (román), Sifrijat po'alim, 1983
- Ha-har veha-bajit (beletrie), Sifrijat po'alim, 1984
- Chucot Aškelon (novela), Am oved, 1985
- Arba'a be-tejva achat, ha-Kibuc ha-me'uchad, 1987
- Revi'ijat Rozendorf (román), Am oved, 1987
- Sefer chatum, Sifrijat po'alim, 1988
- Hem jagi'u machar (play), Or am, 1989
- Chešbon chadaš (drama), Or am, 1989
- Dor ha-midbar (non-fiction), Sifrijat po'alim, 1991
- Sidra (román), Am oved, 1992
- Naknikijot chamot (povídky), Sifrijat po'alim, 1993
- Lev Tel Aviv (román), Am oved, 1996
- Michtav ba-derech (povídky), Sifrijat po'alim, 1999
- Cilo šel Rozendorf (román), Am oved, 2001